# Carro scudo
Il carro scudo è un carro ferroviario interposto tra la motrice ed il carico trainato. È obbligatoriamente previsto in alcuni casi dalla normativa per sicurezza.
Negli anni '30, il Regolamento per la circolazione dei treni prevedeva che fra la motrice (che tipicamente era una locomotiva a vapore) e le carrozze destinate al servizio viaggiatori si dovesse intercalare come carro scudo un altro veicolo. Si trattava spesso di una carrozza postale o una usata bagagliaio e magazzino.
Oggi la normativa internazionale stabilisce per le merci di alcuni tipi (quali esplosivi ed infiammabili liquidi, solidi o gassosi) l'obbligo di distanziamento dei carri che le trasportano dalla motrice (per evitare che le scintille generate dal pantografo possano finire sui carri). Per analoga ragione, il carro scudo è usato tra il locomotore e i carri per il trasporto delle automobili (nuove), per evitare il danneggiamento delle carrozzerie dei veicoli trasportati.
Carri scudo sono in uso anche  per caricare treni sui traghetti: nel far entrare un convoglio a bordo di una nave, si evita di far accedere alla stessa la motrice (tipicamente un locomotore diesel da manovra, non essendovi nelle navi la linea aerea) che introdurrebbe gas di scarico. Così si interpongono fra la locomotiva e le vetture da portare all'interno della nave traghetto uno o più carri scudo, che servono a distanziare il carico dalla motrice.
Un ulteriore utilizzo di carri scudo è quello di interporre tra motrice e a carri con carichi impegnativi (ad esempio trasporti eccezionali) dei carri pianale vuoti come "distanziatori" per permettere di percorrere ponti ferroviari che non ammetterebbero il carico complessivo di motrice e carri pesanti.
Una diversa funzione dei carri-scudo è quella di permettere ad una motrice di trainare un convoglio dotato di diverso sistema di accoppiamento. Ad esempio gli ETR 500 hanno gli organi di attacco ad altezza minore sul piano del ferro rispetto allo standard. Quindi, in caso di necessità di trasferimento di vetture di questo tipo ad opera di una motrice tradizionale si usa un carro scudo che da un lato ha gli organi di attacco ad altezza standard mentre dall'altro li ha ad altezza minore, compatibile con quello degli ETR.
Sono chiamati carro scudo anche i carri pianali che accompagnano carri gru come appoggio per la gru stessa.  Di regola i carri gru devono essere ubicati in coda al convoglio, seguiti dal solo carro scudo.